# 延豊駅 (平安南道)
延豊駅（ヨンプンえき、朝鮮語: 연풍역）は、朝鮮民主主義人民共和国平安南道安州市の駅で、价川線に属する。

## 歴史
- 1916年5月13日：開業[1]。

## 隣の駅
价川線
北松里駅 - 延豊駅 - 雲興里駅